# 毛利人
毛利人（Māori）屬於南島語族波利尼西亞人，是新西蘭原住民。其民族語言原本沒有文字，1840年開始以拉丁字母作為民族語言之文字。民族信仰數多神泛靈信仰。「Māori」這個詞在毛利語語境中表示「正常」或「正常人」之意，當時的歐洲人進入新西蘭，毛利人便如此自稱，并以「Pakeha」（原意为不正常的人）稱呼外邦人。多數考古學家和歷史學家認為毛利民族是從庫克群島和玻里尼西亞地區而來。也有學者認為毛利民族及所有南島語族的發源地最北可以追溯到西太平洋的臺灣，毛利人的語言、文化及傳統建築與臺灣原住民阿美族很類似，文化上有許多共通點。
現在毛利人总人口70多萬人，其中新西蘭有62万，澳洲有12.6万，英国有8千人，美国和加拿大有4千左右。
毛利語是新西蘭官方語言之一。

## 文化

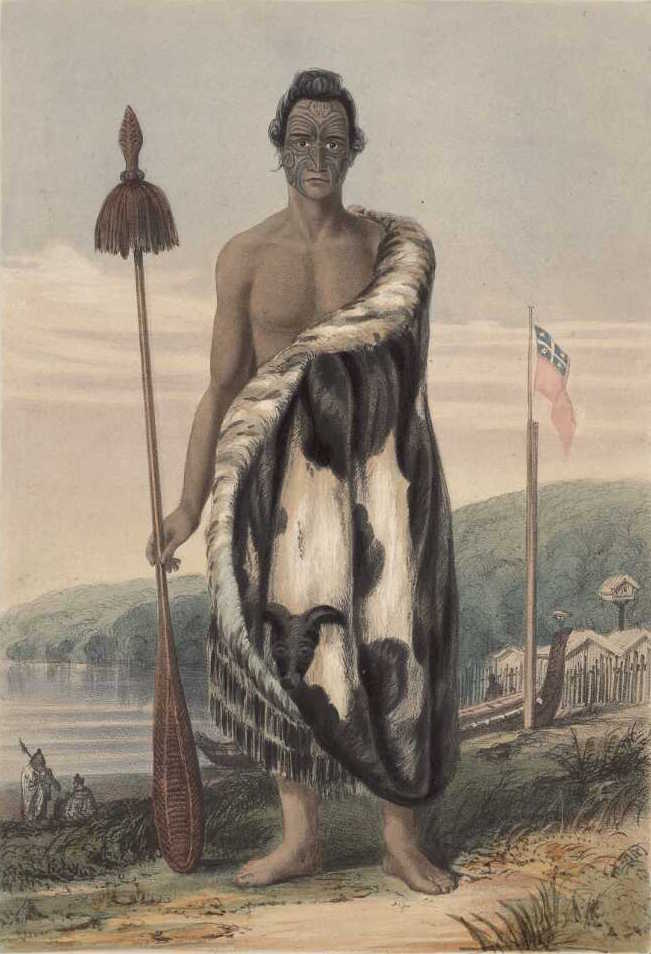
一名毛利酋長的肖像

在18世紀末英國移民大舉到來前，毛利人主要從事農業、漁業、狩獵、採集。毛利文化是紐西蘭的民族文化，反映在紋身、戰舞、民間藝術上，他們擅長雕刻、編織，其中雕刻包括木雕、石雕，是為毛利藝術之精髓。

### 部落制度：毛利社會的基礎

关于毛利人的起源，当前较普遍获接受的理论是他们主要来源于台湾，经过数世纪在島嶼間的迁徙而来到紐西蘭成為波利尼西亚人的一支。

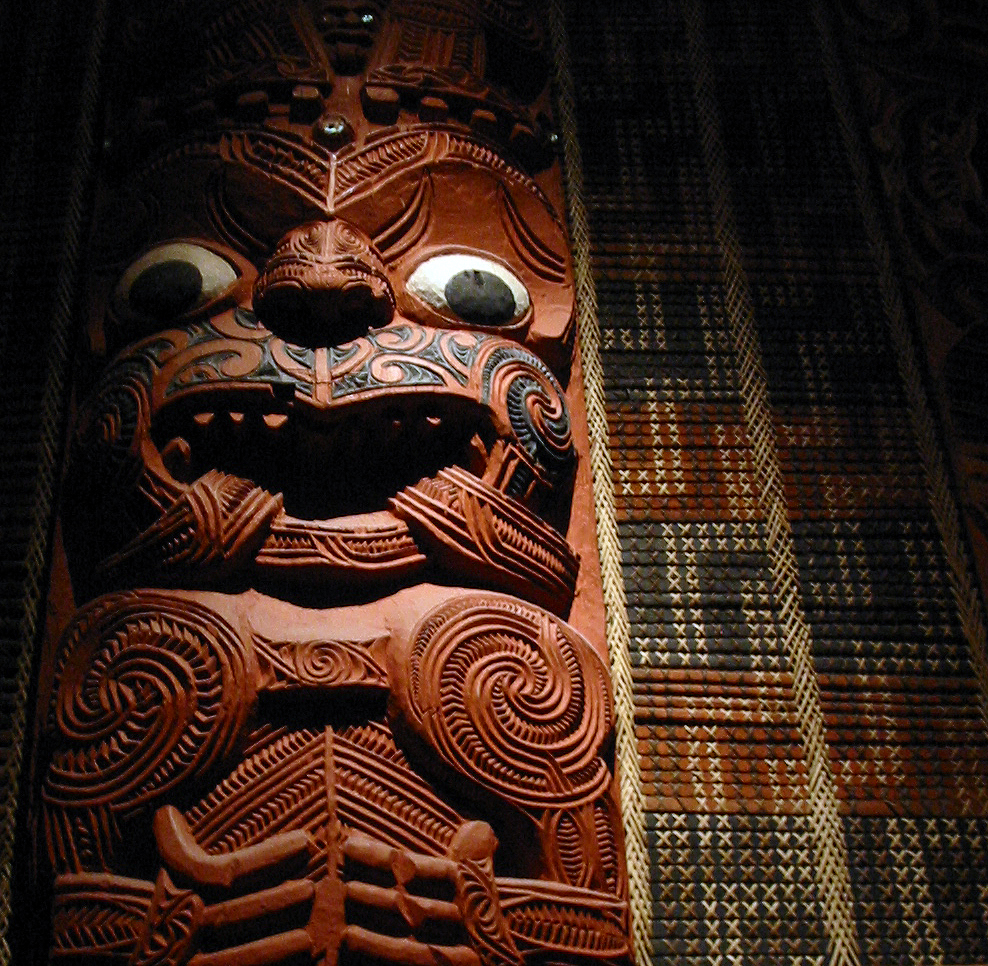
紐西蘭奧克蘭戰爭博物館中的19世紀毛利人雕像

在毛利社會中，無論是結婚、作戰、宗教等，一切行動都以家族為準繩。各個部落都有建造得非常精細的「帕」（Pa），這是一種防衛性的山塞，內有堡壘，非常堅固。
由於部落間爭戰不斷，許多「帕」都建造在山頂上，以保護部落的安全。這種堅固的防衛工事，早在毛利人的祖先在玻里尼西亞生活時就已存在，不同的是新西蘭的「帕」建造得更為複雜，規模也更大。
毛利社會也有階級制度，分別為貴族、庶民和奴隶。武士和領袖是貴族的成員，他們行使權力，掌管部落一切事務。從他們的穿著、臉上的刺青就可以分辨出階級的高低。貴族總是打扮得非常耀眼，並擁精良的武器。而奴隸通常是戰爭中被擄的人，他們從事低賤的僕役，祭典時甚至成為祭品。值得一提的是，毛利人十分重視手工刺青。木匠和手工匠通常都出身較高的階層，而且由族群供養。
在信仰上，毛利人是多神論者，但他們相信有一位上帝（Io Matua Kore），這和其他太平洋的島民並不相同，因此他們後來比較容易接受基督教的一神信仰。這也是十九世紀至今，許多毛利人願意改信基督教的原因。
毛利人各族要戰爭前他們就先跳一種挑戰威脅的舞名字叫「哈卡」（Haka）。這個哈卡的目的是表示他們勇士要開始宣戰或把敵人嚇怕和趕走。
在南島的西海岸有一位女青年發現了一種綠玉，他們稱為「軟玉」（Pounamu）。這是被毛利人視為聖物的材料，許多人形像、小配件、武器等都用這種玉石製成。

### 食物
他們吃的食物是從島群帶來的番薯、芋頭、山芋等蔬菜。毛利人也帶了豬、狗、緬甸小鼠。老鼠後來就吃很多新西蘭本土的鳥蛋。毛利人大部分是吃螃蟹、龍蝦、鰻魚等海鮮食物（但是他们帶來的熱帶作物無法生长，因此改吃恐鳥）。

## 神話
毛利人原本沒有文字，早期的文學形式以口傳文學為主，包括詩歌、散文敘事和背誦族譜等。19世紀時基督教傳教士發明了毛利語的書面形式，因此許多毛利神話、傳統故事得以保存。毛利人社會的儀式、信仰和世界觀建立在一個精心設計的神話基礎上，該神話是由玻里尼西亞繼承而來，並在新的環境進行了改編和發展。毛利人是個以部落為主體的社會，對部落祖先相當崇敬。毛利的祖先神話中的人物不僅是虛幻故事的主角，更以大自然的元素為主體，如風、海、森林、天空或火山等等。毛利神的身影可見於大自然之中，因此毛利神話就等同於自然界。
毛利神話依發生時間分為創世神話、毛伊神話、塔弗基神話三個部分，其主要人物由神變為神人、再轉變成凡人，人類意識在神話演變過程中逐漸被凸顯、壯大。其中創世神話屬於世界蛋類型。

### 創世神話
天地未開、混沌一片時，毛利人稱此為第一紀元：空虛期。有一天，天父朗伊與地母芭芭甦醒了，成為自然界第一對夫婦。祂們緊緊擁抱在一起，繁殖了自然界生命力的各要素，祂們的七個兒子分別是：
1. 森林之神他尼馬夫達
2. 風神他弗利馬提雅
3. 海神湯雅羅亞
4. 戰神圖馬陶恩雅
5. 和平之神朗高
6. 植物之神哈烏米雅
7. 火山神魯亞木古

天父與地母的七名兒子長大以後，由於長期蟄伏在父母相互緊抱的懷中，祂們之中有些開始抱怨起來。其中戰神、森林之神、海神主張要把父母分開，風神反對祂們大逆不道的行為，而和平之神、植物之神及火山神則沒有意見。主張分開父母的三位神祇各施武力，而看著兄弟大逆不道虐待父母的風神暴跳如雷，瞬間狂風暴雨大作，天崩地裂，更加速了天父與地母的分離。風神堅持一段時間之後不支敗退，逃奔到天父那裡去。從此天父與地母遍各處一方，遙遙相對，而祂們痛極而泣留下的情淚則聚成了汪洋大海。

### 諸神的後裔
森林之神將天父與地母拆散後，以祂的神威將花草樹木與昆蟲都賦予生命，使自然界充滿生機，又在地母芭芭懷中取出一團黏泥，捏成一名女性，祂將她命名為軒妮亞芙安妮（Hineahuone）。森林之神與她結為夫妻，產下一名女孩，他們替她取名軒妮蒂達瑪（Hinetitama），又叫曙光之女（Dawnmaid）。曙光之女長大後，森林之神對她動了歪心，便讓女兒取代了妻子的位置。曙光之女得知真相後羞愧萬分，決心隱居黑暗的地底，並改名軒尼奴依蒂寶，及為死亡女神（Godess of Death），自此以後曙光從東方升起，黃昏於西方落下。
海神統管了海裡一切魚、蝦、蟹、鰲等水產。和平之神掌管一切耕種，特別是地瓜（毛利人之主要糧食），因而又被稱為地瓜神。植物神主管一切野生植物。風神主管自然界的風力與雷暴，由於祂對戰神的不孝行為仍憤憤不平，祂指使自己的子孫變成暴風、颱風與狂風繼續與戰神對抗。火山神成了主管地震的神祇，據說隱居的曙光之女變成為火山神的妻子，祂們夫妻一直陪伴著地母，火山神以火力給地母溫暖，黑暗女使地母安睡。

### 人類起源
戰神眼看自己的兄弟都成主管，也有後代，只有自己一無所有。有一天祂在森林裡遇到泥塑女軒妮亞芙安妮，知道她被森林之神拋棄，便說服她成為自己的妻子。泥塑女怨恨森林之神因為曙光之女的美色離棄自己，決心向祂報復，便接受了戰神的求婚，與戰神生下不少兒女，就是現在的人類。毛利人相信天父與地母的兒子中，只有戰神的後裔最勇敢、最聰明，因為他們能捕魚狩獵、種植耕作、自食其力，但繼承了戰神的好戰性格，致使人類紛爭不斷。
有一天，好奇的半神人毛伊向死亡女神挑戰後，世人便開始難逃死亡關。

## 歷史

### 傳說
在毛利人的傳說中，庫佩是紐西蘭最初的發現者。

### 記事
一開始僅有一些島民到奧特亞羅瓦專門獵捕恐鳥，他們一邊點火燒森林、一邊打獵，因此等到數百年後，當歐洲人發現紐西蘭時，恐鳥已經絕種了。
約1280年，有七艘獨木舟，從南太平洋的島嶼，同時來到奧特亞羅瓦。這是第一次計劃好的移民，此後一兩百年內，經歷數次移民後，毛利人已開始定居於新西蘭的北島跟南島各地。數百年來，毛利人發展出嚴謹的部落制度、階級制度，和極高的藝術成就。在西方文明尚末到達之前，毛利人一直以他們的傳統社會形態生活。
另外不同於許多國家受到壓迫，或遭同化的少數民族，毛利人在紐西蘭擁有較多的話語權，其文化的保存亦較為完善，毛利語更受到了紐西蘭國家法律的承認。即便如此，現今毛利語仍然面臨被紐西蘭的白人主流社會邊緣化的危險，因為只有不到一半的毛利人在日常生活中使用毛利語，而許多毛利人已經不會講毛利語了。

### 重大事件

#### 1835年《紐西蘭獨立宣言》
18世紀末，英國從澳洲新南威爾斯州殖民地派捕鯨船往紐西蘭方向獵捕海豹和鯨魚，以作商業用途。1791年威廉與安（William and Ann （页面存档备份，存于）)抵達紐西蘭，開啟後續船隻大量進出附近海域獵捕的序幕。此時船員在上岸處理鯨油、鯨骨，並與毛利人做點買賣，事畢即離去。
後來紐西蘭特產的亞麻和木材被商人看上，遂登陸雇用毛利婦女製作繩索等，具有低利潤高經濟價值的商品。隨著商人登陸的還有傳教士、教師、官員，以及冒險家、水手、流氓等。良莠不齊的外來者造成毛利社會動盪不安，亦帶來毛利人沒有抗體的傳染性疾病和武器毛瑟槍。
傳染病造成毛利人口遞減，外來者以低廉價格收購土地並定居此地。紐西蘭本非英國殖民地，但雙方的摩擦愈發無法忽視，英國政府任命詹姆斯・巴斯比(James Busby)為首任紐西蘭駐紮官。1833年5月5日巴斯比抵達紐西蘭。

#### 1835年屠杀莫里奥里人
1835年11月19日，500名來自紐西蘭北島塔拉纳基的Ngāti Mutunga和Ngāti Tama部落的毛利人持槍劫持了裝載着78噸馬鈴薯的歐洲船羅德尼號，入侵查塔姆島。12月5日又有400多個毛利人再次入侵。毛利入侵者大規模屠殺島上土著莫里奧里人，並對幸存者宣布：他們的土地被沒收，他們成為毛利人的奴隸。

#### 1840年《懷唐伊條約》
1840年2月6日，毛利人和英國王室代表签署《懷唐伊條約》，在紐西蘭北島東北部島灣地区的懷唐伊簽署。
條約包含三大條款，英文版原文簡言之有四個重點：
重點一、將主權割讓予英國王室 
重點二、酋長具有土地、房產、森林、漁場與財務的所有權
重點三、英國王室有優先購買土地的權力
重點四、原住民與英國子民享有同等權利
懷唐伊條約原文由英國草擬，之後才翻譯成毛利文。英文與毛利文版本的辭令有些許不同，造成毛利人對條約內容的理解誤差。比方重點一英文版使用sovereignty「主權」一詞，而在毛利文版本卻是使用kawanatanga「治權」取而代之。因此在毛利酋長角度這項條款的內文是「將紐西蘭治權交予英國王室」而非將主權割讓的意思。整份條約有許多諸如此類的翻譯手段，雙方在認知不對等的情況下簽署完成。

#### 1850年代的「毛利國王運動」
1846年—1853年，英國人運用《懷唐伊條約》的優先土地購買權，以極低價掠購大量紐西蘭土地
1854年中，一群反對售地給英国人的毛利酋長，為了保护土地推選波塔陶·特·维赫罗韦赫罗為首任毛利國王。該王於懷卡托登基。兩年後逝世，由兒子繼任新國王。
然而毛利族的凝聚團結引起英人不滿，英方策劃了懷卡托戰爭打擊國王運動。

## 知名人物
- Nanaia Mahuta:現任紐西蘭外交部長
- 温斯顿·彼特斯（Winston Peters）：前任紐西蘭外交部長。
- 漢娜·東麥皮·克拉克（英语：Hana-Rawhiti Maipi-Clarke）：現任紐西蘭國會議員。
- 華利·朋尼帝托（Wally Penetito）：新西蘭威靈頓維多利亞大學教育系高級講師，硏究毛利語教學。
- Tuheitia Potatau Te Wherowhero VII：現任毛利人國王。
- Calum Hood：倒數五秒（5 seconds of summer）貝斯手，為毛利與蘇格蘭混血。
- John Tamihere（約翰. 埃米塔爾）：紐西蘭政治人物，2019年10月參與競逐奧克蘭市（Auckland city）市長。
- 奇里·特·卡娜娃：著名女性歌劇演唱家。
- Maisey Rika：女歌星。

## 外部連結
- 毛利战争/新西兰战争 - 《中国大百科全书》第三版（简体中文）
- 毛利人古代文化 - 《中国大百科全书》第三版（简体中文）
- 新西兰毛利人艺术 - 《中国大百科全书》第三版（简体中文）
- 新西兰毛利人委员会 - 《中国大百科全书》第三版（简体中文）
- culture.co.nz，重要的毛利文化網站（英文）
- maori.org.nz （页面存档备份，存于），最大的毛利人網站（英文）
- korero.maori.nz （页面存档备份，存于），互動式的毛利語教學和研究（英文）
- Māori Sovereignty Yahoogroup （页面存档备份，存于），毛利人線上論壇（英文）
- Aotearoa Cafe （页面存档备份，存于），關於毛利人政治、藝術和文化的主題討論（英文）
- Aotearoa Māori Internet Organisation，毛利人相關討論（英文）